# Parigi-Nizza 2024
La Parigi-Nizza 2024, ottantaduesima edizione della corsa, valida come sesta prova dell'UCI World Tour 2024 categoria 2.UWT, si svolse in otto tappe dal 3 al 10 marzo 2024 su un percorso di 1152,4 km, con partenza da Les Mureaux e tradizionale arrivo a Nizza, in Francia. La vittoria fu appannaggio dello statunitense Matteo Jorgenson, il quale completò il percorso in 27h50'23", alla media di 41,315 km/h, davanti al belga Remco Evenepoel e al connazionale Brandon McNulty.

## Tappe
| Tappa  | Data     | Percorso                             | km     | Vincitore di tappa | Leader cl. generale |
| ------ | -------- | ------------------------------------ | ------ | ------------------ | ------------------- |
| 1ª     | 3 marzo  | Les Mureaux > Les Mureaux            | 158    | Olav Kooij         | Olav Kooij          |
| 2ª     | 4 marzo  | Thoiry > Montargis                   | 179    | Arvid de Kleijn    | Laurence Pithie     |
| 3ª     | 5 marzo  | Auxerre > Auxerre (cronosquadre)     | 26,9   | UAE Team Emirates  | Brandon McNulty     |
| 4ª     | 6 marzo  | Chalon-sur-Saône > Mont Brouilly     | 183    | Santiago Buitrago  | Luke Plapp          |
| 5ª     | 7 marzo  | Saint-Sauveur-de-Montagut > Sisteron | 193,5  | Olav Kooij         | Luke Plapp          |
| 6ª     | 8 marzo  | Sisteron > La Colle-sur-Loup         | 198,5  | Mattias Skjelmose  | Brandon McNulty     |
| 7ª     | 9 marzo  | Nizza > Madone d'Utelle              | 104    | Aleksandr Vlasov   | Brandon McNulty     |
| 8ª     | 10 marzo | Nizza > Nizza                        | 109,5  | Remco Evenepoel    | Matteo Jorgenson    |
| Totale | Totale   | Totale                               | 1152,4 |                    |                     |

## Squadre e corridori partecipanti
Al via 22 formazioni.
| N.      | Cod. | Squadra                         |
| ------- | ---- | ------------------------------- |
| 1-7     | BOH  | Bora-Hansgrohe                  |
| 11-17   | GFC  | Groupama-FDJ                    |
| 21-27   | SOQ  | Soudal Quick-Step               |
| 31-37   | UAE  | UAE Team Emirates               |
| 41-47   | TVL  | Team Visma-Lease a Bike         |
| 51-57   | IGD  | Ineos Grenadiers                |
| 61-67   | LTK  | Lidl-Trek                       |
| 71-77   | DAT  | Decathlon AG2R La Mondiale Team |
| 81-87   | JAY  | Team Jayco AlUla                |
| 91-97   | COF  | Cofidis                         |
| 101-107 | TBV  | Bahrain Victorious              |

| N.      | Cod. | Squadra                   |
| ------- | ---- | ------------------------- |
| 111-117 | ARK  | Arkéa-B&B Hotels          |
| 121-127 | LTD  | Lotto Dstny               |
| 131-137 | EFE  | EF Education-EasyPost     |
| 141-147 | AST  | Astana Qazaqstan Team     |
| 151-157 | MOV  | Movistar Team             |
| 161-167 | DSP  | Team DSM-Firmenich PostNL |
| 171-177 | ADC  | Alpecin-Deceuninck        |
| 181-187 | IPT  | Israel-Premier Tech       |
| 191-197 | IWA  | Intermarché-Wanty         |
| 201-207 | TEN  | TotalEnergies             |
| 211-217 | TUD  | Tudor Pro Cycling Team    |

## Dettagli delle tappe

### 1ª tappa
- 3 marzo: Les Mureaux > Les Mureaux  – 158 km

Risultati
| Pos. | Corridore       | Squadra  | Tempo    |
| ---- | --------------- | -------- | -------- |
| 1    | Olav Kooij      | Visma    | 3h36'28" |
| 2    | Mads Pedersen   | Trek     | s.t.     |
| 3    | Laurence Pithie | Groupama | s.t.     |

| Pos. | Corridore       | Squadra  | Tempo    |
| ---- | --------------- | -------- | -------- |
| 1    | Olav Kooij      | Visma    | 3h36'28" |
| 2    | Mads Pedersen   | Trek     | a 4"     |
| 3    | Laurence Pithie | Groupama | a 4"     |

### 2ª tappa
- 4 marzo: Thoiry > Montargis – 179 km

Risultati
| Pos. | Corridore         | Squadra | Tempo    |
| ---- | ----------------- | ------- | -------- |
| 1    | Arvid de Kleijn   | Tudor   | 4h41'02" |
| 2    | Laurence Pithie   | FDJ     | s.t.     |
| 3    | Dylan Groenewegen | Jayco   | s.t.     |

| Pos. | Corridore       | Squadra | Tempo    |
| ---- | --------------- | ------- | -------- |
| 1    | Laurence Pithie | FDJ     | 8h17'20" |
| 2    | Mads Pedersen   | Trek    | s.t.     |
| 3    | Olav Kooij      | Visma   | s.t.     |

### 3ª tappa
- 5 marzo: Auxerre > Auxerre - cronosquadre – 26,9 km

Risultati
| Pos. | Squadra               | Tempo  |
| ---- | --------------------- | ------ |
| 1    | UAE Team Emirates     | 31'23" |
| 2    | Team Jayco AlUla      | a 15"  |
| 3    | EF Education-EasyPost | a 20"  |

| Pos. | Corridore         | Squadra | Tempo    |
| ---- | ----------------- | ------- | -------- |
| 1    | Brandon McNulty   | UAE     | 8h48'53" |
| 2    | Finn Fisher-Black | UAE     | s.t.     |
| 3    | João Almeida      | UAE     | s.t.     |

### 4ª tappa
- 6 marzo: Chalon-sur-Saône > Mont Brouilly – 183 km

Risultati
| Pos. | Corridore         | Squadra | Tempo    |
| ---- | ----------------- | ------- | -------- |
| 1    | Santiago Buitrago | Bahrain | 4h25'52" |
| 2    | Luke Plapp        | Jayco   | a 10"    |
| 3    | Mattias Skjelmose | Trek    | a 37"    |

| Pos. | Corridore         | Squadra | Tempo     |
| ---- | ----------------- | ------- | --------- |
| 1    | Luke Plapp        | Jayco   | 13h15'04" |
| 2    | Santiago Buitrago | Bahrain | a 13"     |
| 3    | Brandon McNulty   | UAE     | a 27"     |

### 5ª tappa
- 7 marzo: Saint-Sauveur-de-Montagut > Sisteron – 193,5 km

Risultati
| Pos. | Corridore        | Squadra | Tempo    |
| ---- | ---------------- | ------- | -------- |
| 1    | Olav Kooij       | Visma   | 4h23'44" |
| 2    | Mads Pedersen    | Trek    | s.t.     |
| 3    | Pascal Ackermann | Israel  | s.t.     |

| Pos. | Corridore         | Squadra | Tempo     |
| ---- | ----------------- | ------- | --------- |
| 1    | Luke Plapp        | Jayco   | 17h38'48" |
| 2    | Santiago Buitrago | Bahrain | a 13"     |
| 3    | Brandon McNulty   | UAE     | a 27"     |

### 6ª tappa
- 8 marzo: Sisteron > La Colle-sur-Loup – 198,5 km

Risultati
| Pos. | Corridore         | Squadra | Tempo    |
| ---- | ----------------- | ------- | -------- |
| 1    | Mattias Skjelmose | Trek    | 4h36'51" |
| 2    | Brandon McNulty   | UAE     | s.t.     |
| 3    | Matteo Jorgenson  | Visma   | s.t.     |

| Pos. | Corridore        | Squadra | Tempo     |
| ---- | ---------------- | ------- | --------- |
| 1    | Brandon McNulty  | UAE     | 22h15'58" |
| 2    | Matteo Jorgenson | Visma   | a 23"     |
| 3    | Luke Plapp       | Jayco   | a 34"     |

### 7ª tappa
- 9 marzo: Nizza > Madone d'Utelle – 104 km

Risultati
| Pos. | Corridore        | Squadra | Tempo    |
| ---- | ---------------- | ------- | -------- |
| 1    | Aleksandr Vlasov | Bora    | 2h44'03" |
| 2    | Remco Evenepoel  | Soudal  | a 8"     |
| 3    | Primož Roglič    | Bora    | s.t.     |

| Pos. | Corridore         | Squadra | Tempo     |
| ---- | ----------------- | ------- | --------- |
| 1    | Brandon McNulty   | UAE     | 25h00'28" |
| 2    | Matteo Jorgenson  | Visma   | a 4"      |
| 3    | Mattias Skjelmose | Lidl    | a 35"     |

### 8ª tappa
- 10 marzo: Nizza > Nizza – 109,5 km

Risultati
| Pos. | Corridore        | Squadra | Tempo    |
| ---- | ---------------- | ------- | -------- |
| 1    | Remco Evenepoel  | Soudal  | 2h50'03" |
| 2    | Matteo Jorgenson | Visma   | s.t.     |
| 3    | Aleksandr Vlasov | Bora    | a 50"    |

| Pos. | Corridore        | Squadra | Tempo     |
| ---- | ---------------- | ------- | --------- |
| 1    | Matteo Jorgenson | Visma   | 27h50'23" |
| 2    | Remco Evenepoel  | Soudal  | a 30"     |
| 3    | Brandon McNulty  | UAE     | a 1'47"   |

## Evoluzione delle classifiche
| Tappa              | Vincitore          | Classifica generale Maglia gialla | Classifica a punti Maglia verde | Classifica scalatori Maglia a pois | Classifica giovani Maglia bianca | Classifica a squadre Numero giallo |
| ------------------ | ------------------ | --------------------------------- | ------------------------------- | ---------------------------------- | -------------------------------- | ---------------------------------- |
| 1ª                 | Olav Kooij         | Olav Kooij                        | Olav Kooij                      | Jonas Rutsch                       | Olav Kooij                       | Team Visma-Lease a Bike            |
| 2ª                 | Arvid de Kleijn    | Laurence Pithie                   | Laurence Pithie                 | Mathieu Burgaudeau                 | Laurence Pithie                  | Team Visma-Lease a Bike            |
| 3ª                 | UAE Team Emirates  | Brandon McNulty                   | Laurence Pithie                 | Mathieu Burgaudeau                 | Finn Fisher-Black                | UAE Team Emirates                  |
| 4ª                 | Santiago Buitrago  | Luke Plapp                        | Laurence Pithie                 | Mathieu Burgaudeau                 | Luke Plapp                       | Ineos Grenadiers                   |
| 5ª                 | Olav Kooij         | Luke Plapp                        | Mads Pedersen                   | Mathieu Burgaudeau                 | Luke Plapp                       | Ineos Grenadiers                   |
| 6ª                 | Mattias Skjelmose  | Brandon McNulty                   | Mads Pedersen                   | Mathieu Burgaudeau                 | Matteo Jorgenson                 | UAE Team Emirates                  |
| 7ª                 | Aleksandr Vlasov   | Brandon McNulty                   | Mads Pedersen                   | Mathieu Burgaudeau                 | Matteo Jorgenson                 | UAE Team Emirates                  |
| 8ª                 | Remco Evenepoel    | Matteo Jorgenson                  | Remco Evenepoel                 | Remco Evenepoel                    | Matteo Jorgenson                 | UAE Team Emirates                  |
| Classifiche finali | Classifiche finali | Matteo Jorgenson                  | Remco Evenepoel                 | Remco Evenepoel                    | Matteo Jorgenson                 | UAE Team Emirates                  |

Maglie indossate da altri ciclisti in caso di due o più maglie vinte
- Nella 2ª tappa Mads Pedersen ha indossato la maglia verde al posto di Olav Kooij e Matteo Jorgenson ha indossato quella bianca al posto di Olav Kooij.
- Nella 3ª tappa Mads Pedersen ha indossato la maglia verde al posto di Laurence Pithie e Olav Kooij ha indossato quella bianca al posto di Laurence Pithie.
- Nella 5ª e 6ª tappa Santiago Buitrago ha indossato la maglia bianca al posto di Luke Plapp.

## Classifiche finali

### Classifica generale - Maglia gialla
| Pos. | Corridore         | Squadra   | Tempo     |
| ---- | ----------------- | --------- | --------- |
| 1    | Matteo Jorgenson  | Visma     | 27h50'23" |
| 2    | Remco Evenepoel   | Soudal    | a 30"     |
| 3    | Brandon McNulty   | UAE       | a 1'47"   |
| 4    | Mattias Skjelmose | Lidl      | a 2'22"   |
| 5    | Aleksandr Vlasov  | Bora      | a 2'57"   |
| 6    | Luke Plapp        | Jayco     | a 3'08"   |
| 7    | Egan Bernal       | Ineos     | a 4'03"   |
| 8    | Wilco Kelderman   | Visma     | a 4'04"   |
| 9    | Felix Gall        | Decathlon | a 4'35"   |
| 10   | Primož Roglič     | Bora      | a 5'33"   |

### Classifica a punti - Maglia verde
| Pos. | Corridore         | Squadra  | Punti |
| ---- | ----------------- | -------- | ----- |
| 1    | Remco Evenepoel   | Soudal   | 69    |
| 2    | Mattias Skjelmose | Lidl     | 61    |
| 3    | Matteo Jorgenson  | Visma    | 61    |
| 4    | Mads Pedersen     | Lidl     | 60    |
| 5    | Laurence Pithie   | Groupama | 56    |

### Classifica scalatori - Maglia a pois
| Pos. | Corridore          | Squadra       | Punti |
| ---- | ------------------ | ------------- | ----- |
| 1    | Remco Evenepoel    | Soudal        | 47    |
| 2    | Mathieu Burgaudeau | TotalEnergies | 44    |
| 3    | Christian Scaroni  | Astana        | 44    |
| 4    | Aleksandr Vlasov   | Bora          | 41    |
| 5    | Matteo Jorgenson   | Visma         | 27    |

### Classifica giovani - Maglia bianca
| Pos. | Corridore         | Squadra | Tempo     |
| ---- | ----------------- | ------- | --------- |
| 1    | Matteo Jorgenson  | Visma   | 27h50'23" |
| 2    | Remco Evenepoel   | Soudal  | a 30"     |
| 3    | Mattias Skjelmose | Lidl    | a 2'22"   |
| 4    | Luke Plapp        | Jayco   | a 3'08"   |
| 5    | Ewen Costiou      | Arkéa   | a 16'25"  |

### Classifica a squadre
| Pos. | Squadra                 | Tempo     |
| ---- | ----------------------- | --------- |
| 1    | UAE Team Emirates       | 83h51'18" |
| 2    | Team Visma-Lease a Bike | a 7'45"   |
| 3    | Soudal Quick-Step       | a 8'18"   |
| 4    | Bora-Hansgrohe          | a 22'49"  |
| 5    | Ineos Grenadiers        | a 25'19"  |